# جون جنكينز (سياسي أمريكي)
جون جنكينز (بالإنجليزية: John Jenkins)‏ هو سياسي أمريكي، ولد في 29 مايو 1952. انتخب عضو مجلس ولاية مين.